# Onthophagus dissentaneus
Onthophagus dissentaneus är en skalbaggsart som beskrevs av Vladimir Balthasar 1964. Onthophagus dissentaneus ingår i släktet Onthophagus och familjen bladhorningar. Inga underarter finns listade i Catalogue of Life.